# Данте Бонфім Коста Сантус
Данте Бонфім Коста Сантус (порт. Dante Bonfim Costa Santos, відомий як Данте, нар. 18 жовтня 1983, Салвадор) — бразильський футболіст, захисник французької «Ніцци», раніше виступав за збірну Бразилії.

## Клубна кар'єра

### «Жувентуде»
Народився 18 жовтня 1983 року в місті Салвадор. Грав в академіях нижчолігових бразильських клубів «Катуенсе», «Галісія» та «Капіваріано». Випускник футбольної школи клубу «Жувентуде». Дорослу футбольну кар'єру розпочав 2002 року в основній команді того ж клубу, в якій провів два сезони, взявши участь у 22 матчах чемпіонату.

### «Лілль»
Своєю грою за цю команду привернув увагу представників тренерського штабу французького «Лілля», до складу якого приєднався на початку 2004 року. Відіграв за команду з Лілля наступні два роки своєї ігрової кар'єри, проте пробитись до основного складу не зумів.

### Бельгійські клуби
Через це з початку 2006 до кінця 2008 року грав за бельгійські «Шарлеруа» та «Стандард» (Льєж), з останнім із яких 2008 року виборов титул чемпіона Бельгії та Суперкубок країни.

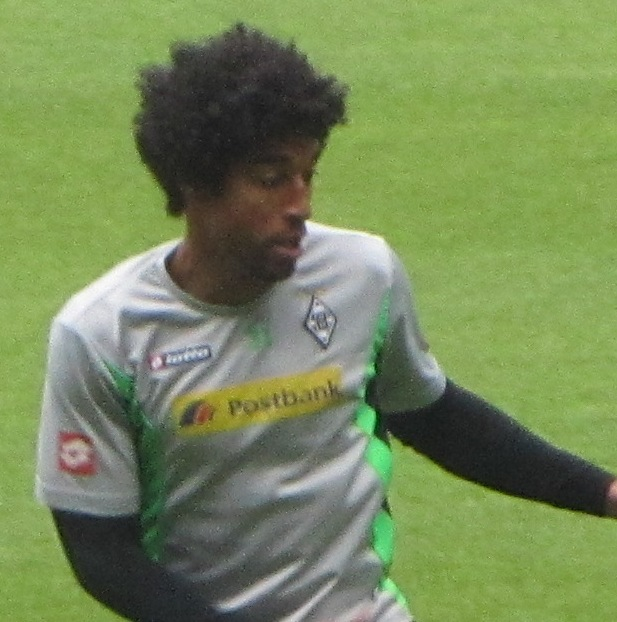
Данте у складі «Боруссії». 15 квітня 2012 року

### «Боруссія М»
27 грудня 2008 року уклав контракт з «Боруссією» (Менхенгладбах) на 4,5 роки, яка заплатила за бразильця 2,5 млн євро. У складі менхенгладбаського клубу Данте провів наступні три з половиною роки своєї кар'єри гравця. Більшість часу, проведеного у складі «Боруссії», був основним гравцем захисту команди.

### «Баварія»
До складу клубу «Баварія» приєднався влітку 2012 року, підписавши чотирирічний контракт. У складі нового клубу в першому ж матчі виграв Суперкубок Німеччини, а у першому сезоні — чемпіонат та Кубок Німеччини, а також став переможцем Ліги чемпіонів УЄФА. Наразі встиг відіграти за мюнхенський клуб 29 матчів в національному чемпіонаті.

### «Вольфсбург»
У 2015 році перейшов у «Вольфсбург».

### «Ніцца»
22 серпня 2016 року «Вольфсбург» оголосив про перехід Данте до клубу французької Ліги 1 «Ніцца», з яким він підписав трирічний контракт. Майже одразу після переходу Данте став капітаном команди. 18 лютого 2018 року Данте забив перший гол у складі клубу в матчі проти «Нанта».

## Виступи за збірну
6 лютого 2013 року у віці 29 років дебютував в офіційних матчах у складі національної збірної Бразилії в товариській грі з Англією.
У складі збірної був учасником розіграшу Кубка Конфедерацій 2013 року у Бразилії.
Протягом 2013–2014 років провів у формі головної команди країни 13 матчів, забив 2 голи.
Данте був включений до заявки Бразилії на домашній чемпіонат світу-2014. Єдиним його матчем на мундіалі став півфінал Бразилія — Німеччина, в якому бразильці зазнали найбільшої поразки в історії з рахунком 1:7. Цей матч підірвав довіру тренерів збірної до Данте, і він більше не викликався до головної команди країни.
| Дата       | Місто         | Господарі      | Результат | Гості     | Турнір                              | Голи | Примітки |
| ---------- | ------------- | -------------- | --------- | --------- | ----------------------------------- | ---- | -------- |
| 06-02-2013 | Лондон        | Англія         | 2 – 1     | Бразилія  | товариський матч                    | -    |          |
| 21-03-2013 | Женева        | Бразилія       | 2 – 2     | Італія    | товариський матч                    | -    |          |
| 09-06-2013 | Порту-Алегрі  | Бразилія       | 3 – 0     | Франція   | товариський матч                    | -    |          |
| 22-06-2013 | Салвадор      | Італія         | 2 – 4     | Бразилія  | Кубок Конфедерацій 2013 - 1-й етап  | 1    | 34'      |
| 26-06-2013 | Белу-Оризонті | Бразилія       | 2 – 1     | Уругвай   | Кубок Конфедерацій 2013 - піфвфінал | -    | 90+2'    |
| 14-08-2013 | Базель        | Швейцарія      | 1 – 0     | Бразилія  | товариський матч                    | -    |          |
| 07-09-2013 | Бразиліа      | Бразилія       | 6 – 0     | Австралія | товариський матч                    | -    | 61'      |
| 12-10-2013 | Сеул          | Південна Корея | 0 – 2     | Бразилія  | товариський матч                    | -    |          |
| 17-11-2013 | Маямі         | Гондурас       | 0 – 5     | Бразилія  | товариський матч                    | 1    |          |
| 20-11-2013 | Торонто       | Бразилія       | 2 – 1     | Чилі      | товариський матч                    | -    | 74'      |
| 05-03-2014 | Йоганнесбург  | ПАР            | 0 – 5     | Бразилія  | товариський матч                    | -    | 64'      |
| 03-06-2014 | Гоянія        | Бразилія       | 4 – 0     | Панама    | товариський матч                    | -    |          |
| 08-07-2014 | Белу-Оризонті | Бразилія       | 1 – 7     | Німеччина | ЧС 2014 - півфінал                  | -    |          |
| Усього     |               | Матчів         | 13        |           | Голів                               | 2    |          |

## Досягнення
«Лілль»
- Володар Кубка Інтертото: 2004

«Стандард»
- Чемпіон Бельгії: 2007-08, 2008-09
- Володар Суперкубка Бельгії: 2008

«Баварія»
- Чемпіон Німеччини: 2012-13, 2013-14, 2014-15, 2015-16
- Володар Кубка Німеччини: 2012-13, 2013-14, 2015-16
- Володар Суперкубка Німеччини: 2012
- Переможець Ліги чемпіонів УЄФА: 2012-13
- Переможець Суперкубка УЄФА: 2013
- Переможець Клубного чемпіонату світу: 2013

Бразилія
- Переможець Кубка конфедерацій: 2013